# Sinophlaeoba brachyptera
Sinophlaeoba brachyptera is een rechtvleugelig insect uit de familie veldsprinkhanen (Acrididae). De wetenschappelijke naam van deze soort is voor het eerst geldig gepubliceerd in 2008 door Mao, Ou & Ren.